# Яндовище
Яндо́вище (рос. Яндовище, ерз. Яндовище) — село у складі Інсарського району Мордовії, Росія. Входить до складу Нововерхіського сільського поселення.
Населення — 163 особи (2010; 193 у 2002).
Національний склад станом на 2002 рік:
- татари — 78 %